# ASCII (empresa)
ASCII Corporation 株式会社アスキー (Kabushiki-gaisha Asukī) és una empresa editorial amb seu a Tòquio (Japó), i que va tenir un paper important en la creació d'estàndards del sistema MSX. Aquesta és subsidiària de Kadokawa Holdings, Inc., i membre del grup Kadokawa.
La publicació principal de la companyia és la revista d'informàtica ASCII, una de les revistes més antigues i prestigioses, especialment al Japó.

## Història
ASCII va ser fundada per Kazuhiko Nishi en unió amb l'executiu de NEC, Kazuya Watanabe per crear el MSX, el primer ordinador personal pel mercat japonès.
Els primers treballs d'ASCII se centraven principalment en la creació i desenvolupament de maquinari. Després va augmentar en la popularitat dels sistemes de videojocs casolans en els anys 1980, ASCII va inclinar la seva atenció al desenvolupament i publicació de programari per les consoles més populars com la Nintendo Entertainment System i la Sega Genesis.
ASCII es va fer tan popular en el mercat de programari que va estendre el seu mercat i el 1991 va crear una empresa satèl·lit als Estats Units sota el nom d'ASCII Entertainment.
Poc després el mercat japonès d'ASCII va anar declinant mentre anava augmentant als EUA. En enfocar-se en desenvolupar pel mercat d'entreteniment interactiu als EUA l'empresa va crear Agetec ("Ascii Game Entertainment TEChnology"), la qual cosa, es va convertir el 1998 en una corporació independent i l'any següent en una editorial completament independent.
Al març del 2002, ASCII va cessar el desenvolupament i la publicació de videojocs en el mercat japonès. Ara l'empresa s'enfoca en el desenvolupament de tecnologies de la informació i la comunicació i en la publicació de revistes especialitzades d'informàtica. Tanmateix, abans d'aturar el desenvolupament de videojocs, l'empresa es va dividir i va crear la casa editorial i desenvolupadora independent coneguda com a Media Leaves, Inc..